# 雲嘉調頻廣播電台
雲嘉調頻廣播電台（英文：Yeue-Chia Broadcasting），簡稱雲嘉電台，經營公司名雲嘉廣播股份有限公司，是台灣的FM地區性電台，總部位於嘉義市。發送區域以雲林縣、嘉義縣、嘉義市、台南市、彰化縣、澎湖縣為主，部分台中市、南投縣可收聽，頻率為FM93.3。
目前以國語、台語雙語播出，依時段不同

## 參閱
- 臺灣廣播電台列表

## 註腳
1. ↑  . 雲嘉廣播公司.   [2009-07-16]. （原始内容存档于2021-04-13）.

## 外部連結
- 雲嘉電台網站 （页面存档备份，存于）
- 雲嘉廣播-粉絲團的Facebook專頁